# Derek MacKenzie
Derek MacKenzie, född 11 juni 1981 i Sudbury i Ontario, är en kanadensisk professionell ishockeyspelare som spelar för Florida Panthers i National Hockey League (NHL). Han har tidigare spelat för Atlanta Thrashers och Columbus Blue Jackets.
MacKenzie valdes av Atlanta Thrashers som 128:e spelare totalt i 1999 års NHL-draft.
Han deltog i JVM 2001 i Ryssland, där laget lyckades ta brons efter vinst mot Sverige.

## Klubbar
- Sudbury Wolves, 1997–2001
- Atlanta Thrashers, 2001–2007
- Chicago Wolves, 2001–2007
- Syracuse Crunch, 2007–2010
- Columbus Blue Jackets, 2007–2014
- Florida Panthers, 2014–